# Inferno (2013)
Inferno är en pusseldeckare av den amerikanske författaren Dan Brown och den fjärde boken i hans Robert Langdon-serie. Romanen gavs ut på ett antal språk den 14 maj 2013.
Stor uppmärksamhet fick också de omständigheter under vilka bokens översättare tvingades arbeta. För att förhindra att boken spreds i piratkopior i förväg samlade man bokens översättare på ett par platser i världen – bland annat i London – där de sedan under rigorösa säkerhetsförhållanden fick översätta den. 
En filmatisering med samma namn hade premiär på bio 14 oktober 2016. Tom Hanks repriserar huvudrollen.

## Kuriosa
Datumet för bokens releasedag (5-14-13) anspelar på de fem första siffrorna i pi, 3,1415 – vilket det blir om siffrorna läses baklänges.